# Adama
Adama (znane także jako Nazaret lub Nazret) – miasto w środkowej Etiopii; w regionie Oromia; na Wyżynie Abisyńskiej, na wysokości 1720 m; 250 tys. mieszkańców (2008). ośrodek handlowy regionu uprawy trzciny cukrowej, przemysł olejarski, włókienniczy, chemiczny, węzeł drogowy. Trzecie pod względem wielkości miasto kraju.

## Współpraca
- Sivas, Turcja
- Aurora, Stany Zjednoczone